# Niderhoff
Niderhoff (lorenès Nidreho) és un municipi francès situat al departament del Mosel·la i a la regió del Gran Est. L'any 2007 tenia 282 habitants.

## Demografia

### Població
El 2007 la població de fet de Niderhoff era de 282 persones. Hi havia 112 famílies, de les quals 28 eren unipersonals (16 homes vivint sols i 12 dones vivint soles), 32 parelles sense fills, 40 parelles amb fills i 12 famílies monoparentals amb fills.
La població ha evolucionat segons el següent gràfic:
Habitants censats

### Habitatges
El 2007 hi havia 131 habitatges, 115 eren l'habitatge principal de la família, 7 eren segones residències i 9 estaven desocupats. 118 eren cases i 12 eren apartaments. Dels 115 habitatges principals, 100 estaven ocupats pels seus propietaris, 12 estaven llogats i ocupats pels llogaters i 3 estaven cedits a títol gratuït; 2 tenien dues cambres, 5 en tenien tres, 25 en tenien quatre i 83 en tenien cinc o més. 85 habitatges disposaven pel capbaix d'una plaça de pàrquing. A 43 habitatges hi havia un automòbil i a 56 n'hi havia dos o més.

### Piràmide de població
La piràmide de població per edats i sexe el 2009 era:
| Homes | Edats   | Dones |
| ----- | ------- | ----- |
| 0     | 95 o +  | 0     |
| 0     | 90 a 94 | 0     |
| 4     | 85 a 89 | 0     |
| 8     | 80 a 84 | 4     |
| 4     | 75 a 79 | 12    |
| 4     | 70 a 74 | 8     |
| 0     | 65 a 69 | 8     |
| 4     | 60 a 64 | 0     |
| 20    | 55 a 59 | 12    |
| 4     | 50 a 54 | 20    |
| 12    | 45 a 49 | 8     |
| 16    | 40 a 44 | 4     |
| 12    | 35 a 39 | 8     |
| 8     | 30 a 34 | 0     |
| 12    | 25 a 29 | 12    |
| 0     | 20 a 24 | 0     |
| 0     | 15 a 19 | 0     |
| 0     | 10 a 14 | 4     |
| 4     | 5 a 9   | 12    |
| 4     | 0 a 4   | 8     |

## Economia
El 2007 la població en edat de treballar era de 178 persones, 127 eren actives i 51 eren inactives. De les 127 persones actives 113 estaven ocupades (67 homes i 46 dones) i 14 estaven aturades (9 homes i 5 dones). De les 51 persones inactives 18 estaven jubilades, 11 estaven estudiant i 22 estaven classificades com a «altres inactius».

### Ingressos
El 2009 a Niderhoff hi havia 123 unitats fiscals que integraven 290 persones, la mediana anual d'ingressos fiscals per persona era de 16.827 €.

### Activitats econòmiques
Dels 4  establiments que hi havia el 2007, 2 eren d'empreses de construcció, 1 d'una empresa de comerç i reparació d'automòbils i 1 d'una empresa d'hostatgeria i restauració.
L'únic servei als particulars que hi havia el 2009 era un guixaire pintor.
L'any 2000 a Niderhoff hi havia 6 explotacions agrícoles.

## Equipaments sanitaris i escolars
El 2009 hi havia una escola maternal integrada dins d'un grup escolar amb les comunes properes formant una escola dispersa.

## Poblacions més properes
El següent diagrama mostra les poblacions més properes.